# Rui Manuel Hanjam

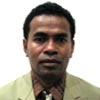
Rui Manuel Hanjam

Rui Manuel Hanjam (* 15. August 1969 in Ermera, Portugiesisch-Timor) ist ein Politiker und Diplomat aus Osttimor. Er ist Mitglied der Partido Democrático (PD).

## Werdegang
Hanjam ging in Dili zur Schule. 1996 erhielt er einen Bachelor-Titel an der Economic Science of Development Study von der Gadjah Mada Universität im indonesischen Yogyakarta und 2002 einen  Master of Philosophy für Öffentliche Verwaltung an der Universität Bergen in Norwegen. Der Titel der Masterarbeit war „Policy Transfer within the United Nations Transitional Administration in East Timor: An Ideal of Local Democratic Institution (The Case of Community Empowerment Project)“.
Von 1996 bis 1999 arbeitete Hanjam als Beamter (Pegawai Negeri Sipil) für das indonesische Wirtschaftsamt mit dem Aufgabengebiet Umweltgutachten, Beurteilung und Kontrolle zur Grundversorgung. Von Juni bis September 1999 wurde er einheimischer Mitarbeiter der UNAMET-Mission, wo er als Dolmetscher, Radiojournalist und Zuständiger für die Logistik bei der Verteilung von schriftlichen Informationsmaterial arbeitete. Von Oktober 1999 bis August 2000 war Hanjam Mitarbeiter der Übergangsverwaltung der Vereinten Nationen für Osttimor (UNTAET) und arbeitet als Journalist und Redakteur für Radio UNTAET.
Von August 2002 bis zum 30. März 2007 arbeitete Hanjam für die Weltbank als Angestellter für Sozialentwicklung mit Schwerpunkt Ausbildung, kleine Unternehmen/Entwicklung im Privatsektor, kommunale Stromversorgungsprojekte, Arbeit und Sozialschutz und Jugend. Vom 4. Juni bis 5. Juli 2007 war Hanjam Field Officer für das Carter Center mit Verantwortung für die Vorbereitungen für die Beobachter der Parlamentswahlen in Osttimor 2007. Vom 19. bis 31. Juli 2007 war er nationaler Berater für das Program Enhancing Rural Women Leadership and Capacity Building (PERWL) von UNIFEM.
Seit dem 8. August 2007 war Hanjam Vizeminister im Kabinett Gusmão. Zunächst mit dem Ressort Wirtschaft und Entwicklung unter Minister João Mendes Gonçalves, ab dem 18. März 2009 für das Ressort Finanzen unter Ministerin Emília Pires. Mit Antritt der neuen Regierung am 8. August 2012 schied Hanjam aus seinem Amt. Von 2018 bis 2023 war er Chefberater im Ministerium für Hochschulwesen, Wissenschaft und Kultur.
Am 15. Oktober 2024 wurde Hanjam als erster osttimoresischer Botschafter in den Vereinigten Arabischen Emiraten vereidigt. Seine Akkreditierung übergab er am 11. April 2025.

## Sonstiges
Hanjam ist verheiratet. Er spricht als Muttersprache Tetum und außerdem Mambai, Bahasa Indonesia, Englisch und relativ gut Portugiesisch.

## Werke
- The question of East Timor in the context of the international acceptable solution, published in Bahasa Indonesia, 1996, Suara Timor-Timor (STT);
- Environmental issues in East Timor, their complexity and alternative solution, 1997, STT
- The comparison of Economic systems and an alternative choice for Timor, Talitakum, 2001;
- Management of Oil for the state welfare: Best and worse practice (Indonesia and Norway), Timor-Post, 2002.
- World Bank Aide Memoirs on Small Enterprise Project with the main focus on the Special Economic Zone, Investment and Export Promotion Agency and Small Enterprise Project Implementation Unit (SEP-PIU).
- Contribution to the Legal Regulatory Environment in Timor-Leste prepared by the Task Team Leader of The Small Enterprise Project, Bernard Drum.
- Report on the Children with Disabilities and Their Access to Education in Timor-Leste as part of Education for All/ Fast Track Initiative and Inclusive Education (A contribution to the World Bank policy paper).
- East Timor’s Petroleum fund management: Is it resource curse? An article Responded to the Lao Hamotuk article in Tetun, March 2009
- UN Mission in Timor Leste: Great expectation to leave “good memories” and “positive legacies” before ending its mandate in 2012, UN media Monitoring, Suara Timor Leste, edition 1, 2, 3, date : March 23,24 and 25, 2010